# Вабонсі (округ, Канзас)
Шаблон:StateAbbr_ 39°01′07″ пн. ш. 96°17′33″ зх. д. / 39.018611111111° пн. ш. 96.2925° зх. д.
Округ Вабонсі (англ. Wabaunsee County) — округ (графство) у штаті Канзас, США. Ідентифікатор округу 20197.

## Історія
Округ утворений 1855 року.

## Демографія
За даними перепису 2000 року загальне населення округу становило 6885 осіб, усе сільське.
Серед мешканців округу чоловіків було 3485, а жінок — 3400. В окрузі було 2633 домогосподарства, 1958 родин, які мешкали в 3033 будинках.
Середній розмір родини становив 3,01.
Віковий розподіл населення поданий у таблиці:
| Стать    | До 15 років | 15-21 | 22-29 | 30-39 | 40-49 | 50-65 | 65-85 | Понад 85 |
| -------- | ----------- | ----- | ----- | ----- | ----- | ----- | ----- | -------- |
| Чоловіки | 754         | 349   | 242   | 440   | 601   | 590   | 458   | 51       |
| Жінки    | 706         | 306   | 235   | 470   | 533   | 586   | 481   | 83       |

## Суміжні округи
- Поттаватомі — північ
- Шоні — схід
- Осейдж — південний схід
- Лайон — південь
- Морріс — південний захід
- Гірі — захід
- Райлі — північний захід

## Виноски
1. ↑  U.S. Decennial Census. United States Census Bureau. Архів оригіналу за 19 липня 2018. Процитовано 29 липня 2014.
2. ↑  Historical Census Browser. University of Virginia Library. Архів оригіналу за 23 червня 2018. Процитовано 29 липня 2014.
3. ↑  Population of Counties by Decennial Census: 1900 to 1990. United States Census Bureau. Архів оригіналу за 5 червня 2019. Процитовано 29 липня 2014.
4. ↑  Census 2000 PHC-T-4. Ranking Tables for Counties: 1990 and 2000 (PDF). United States Census Bureau. Архів оригіналу (PDF) за 18 грудня 2014. Процитовано 29 липня 2014.
5. ↑  State & County QuickFacts. United States Census Bureau. Архів оригіналу за 15 липня 2014. Процитовано 29 липня 2014.(англ.) Наведено за англійською вікіпедією.
6. ↑  American FactFinder. Бюро перепису населення США. Архів оригіналу за 26 лютого 2012. Процитовано 31 січня 2008.

| США | Це незавершена стаття з географії США. Ви можете допомогти проєкту, виправивши або дописавши її. |